# 쉐보레 말리부
쉐보레 말리부(Chevrolet Malibu)는 제너럴 모터스에서 생산하는 쉐보레 브랜드의 중형 승용차로, 차명인 말리부는 미국 캘리포니아주에 위치한 지역명에서 따왔다.

## 1세대

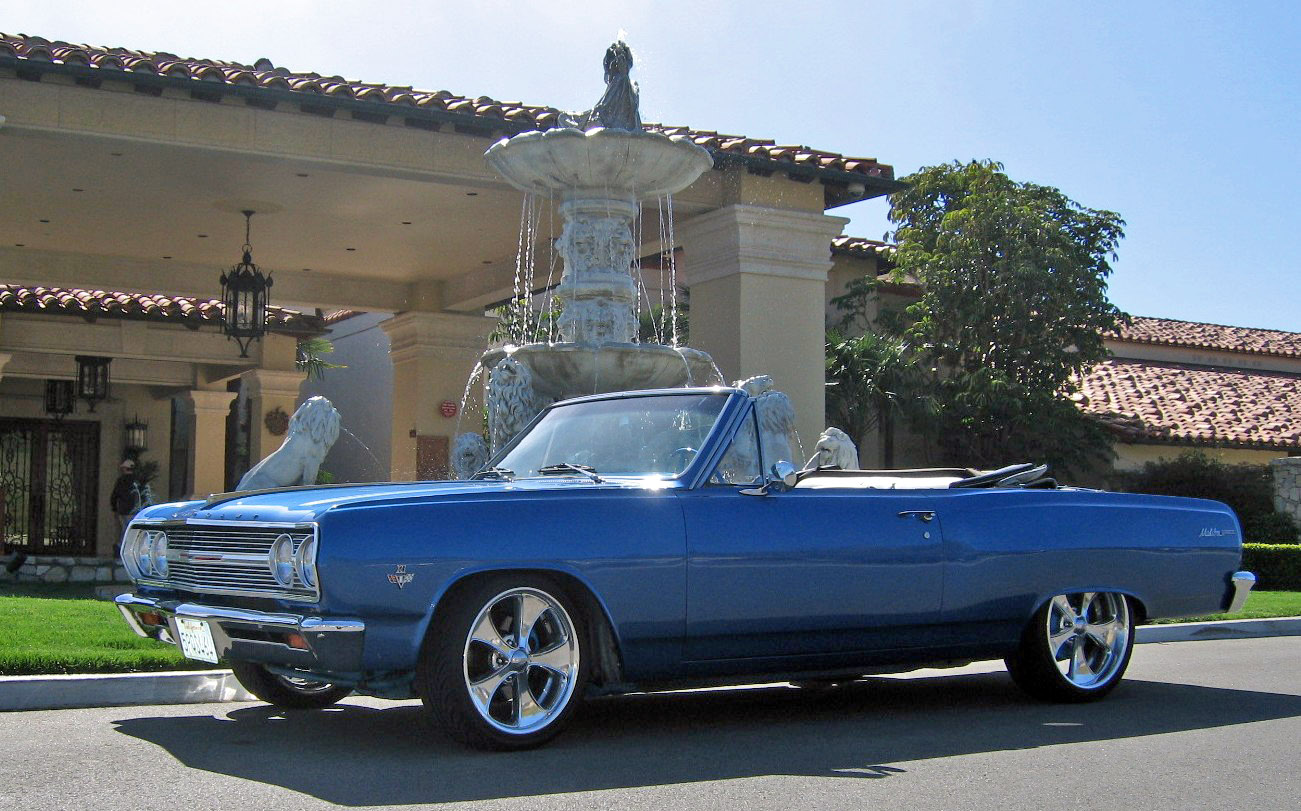
쉐보레 셰빌 말리부 컨버터블 정측면

1964년에 셰빌의 고급 사양으로 선보인 것이 말리부의 시초이다. 스포티한 디자인과 높은 수준의 기본 사양으로 하여금 출시 첫 해에만 20만여 대가 판매될 만큼 높은 인기를 끌었다. 컨버터블과 세단, 스테이션 왜건 등의 바디 타입을 갖췄다.

## 2세대
1968년에 출시된 2세대 말리부는 대대적인 재설계를 거쳤고, 매끄러운 디자인이 돋보였다. 고성능 사양인 SS396과 SS454에는 V8 엔진이 적용되었으나, 이후에 배기 가스 규제가 강화되어 강력한 이미지는 점차 사라졌다.

## 3세대

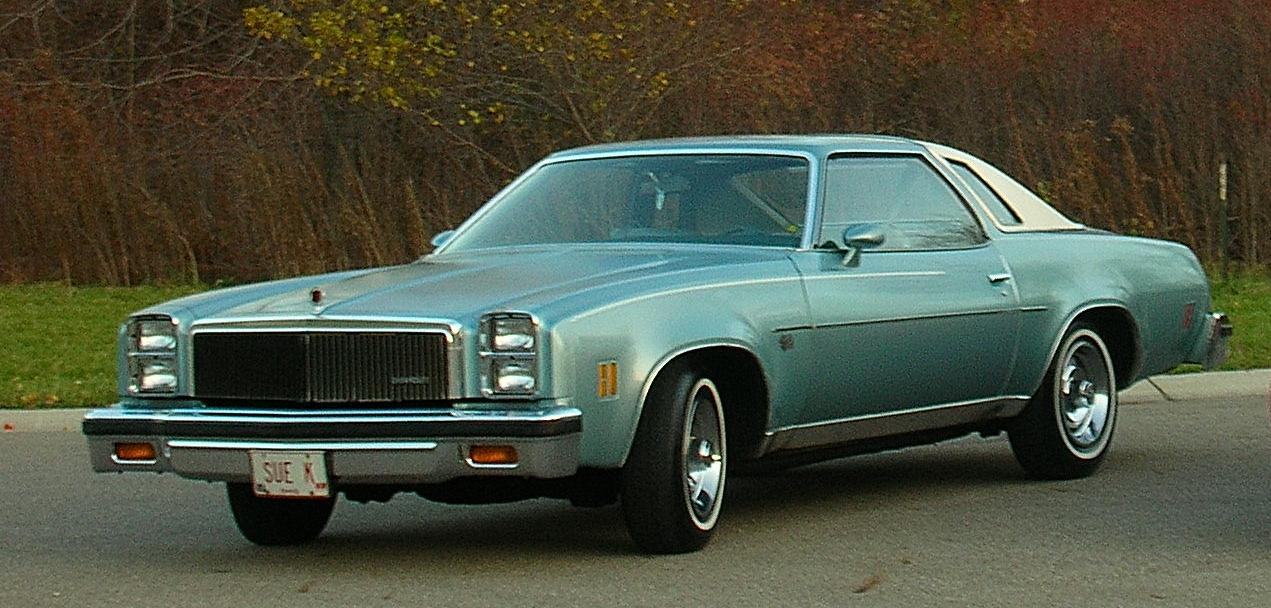
쉐보레 셰빌 말리부 쿠페 정측면

1973년에 출시된 3세대 말리부는 셰빌의 기본 사양으로 탈바꿈하여 좀 더 대중적이게 되었다. 쿠페에는 콜로네이드 하드탑이 적용되었다. 프레임리스 도어지만, 강화된 안전 기준을 만족시키기 위해 B 필러를 추가해 전복 안전성을 얻기 위함이었다. 공기역학적 설계로 세계 3대 자동차 경주 대회인 나스카에서도 좋은 성적을 거두었다.

## 4세대

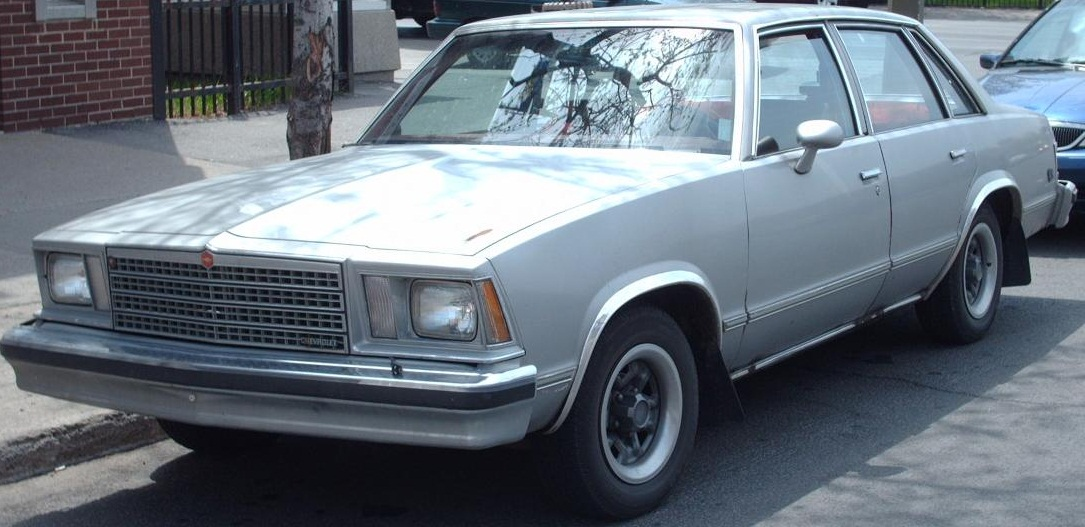
쉐보레 말리부(전기형) 정측면

1978년에 출시되었다. 당시 오일쇼크으로 인해 자동차 업계에서는 다운 사이징이 번지기 시작했다. 기존의 셰빌 대신 호칭이 부활한 4세대 말리부는 좋은 성능은 물론 좋은 연비까지 원하는 고객들이 늘어나는 것에 대응해 보다 작고, 현대적인 디자인을 갖췄다. 1982년에 후속 차종인 셀레브리티가 출시된 이후로도 병행 판매되다가 1983년 7월에 단종되어 말리부의 역사는 한동안 끊겼었다.
대한민국의 새한자동차에서 로얄 1900의 상급 모델로 6기통 모델을 도입할려고 시도할 때 동사의 카프리스, 뷰익 리갈과 함께 후보에 올랐으나 당시의 3000cc 미만 배기량 제한 때문에 조기에 취소되었다.

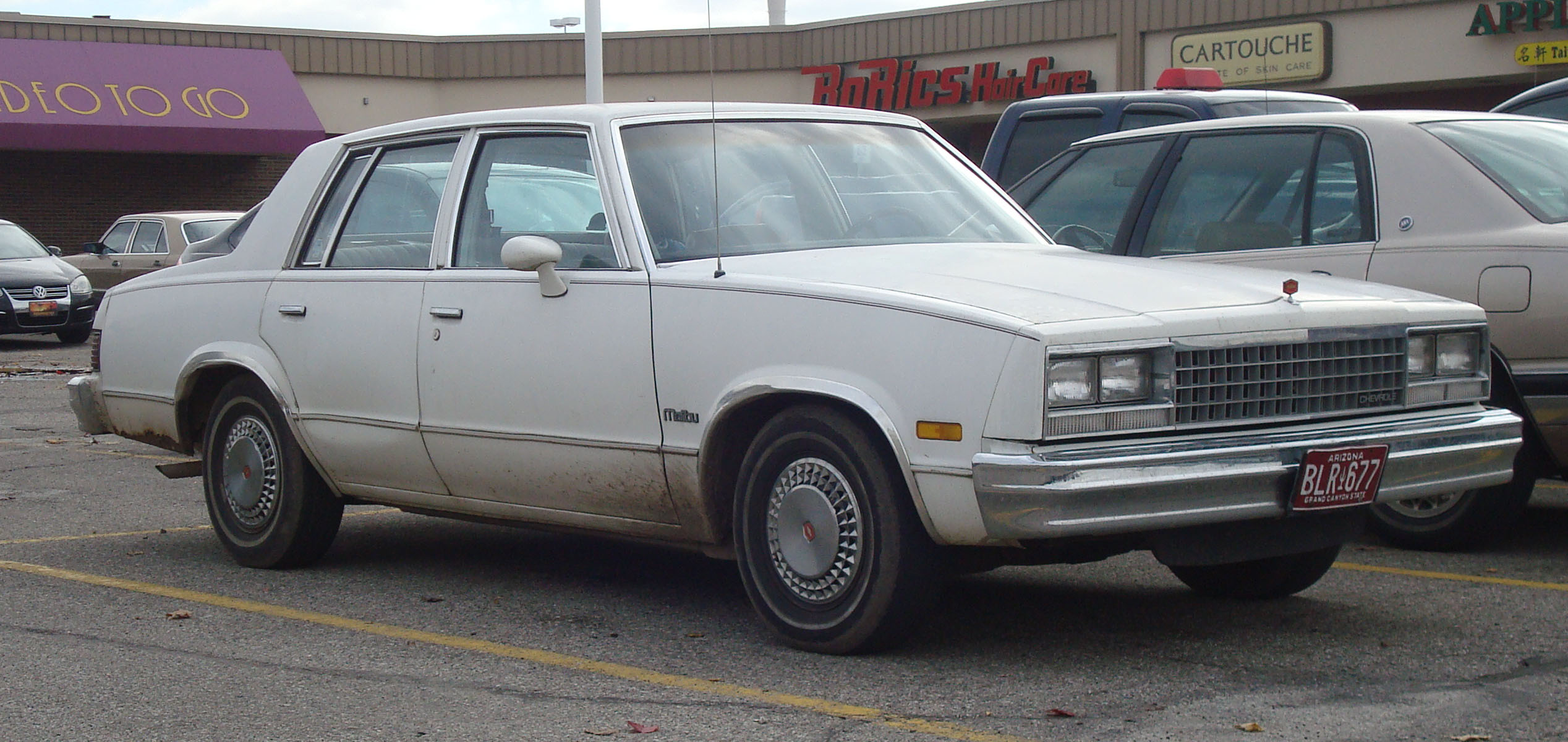
쉐보레 말리부(후기형) 정측면
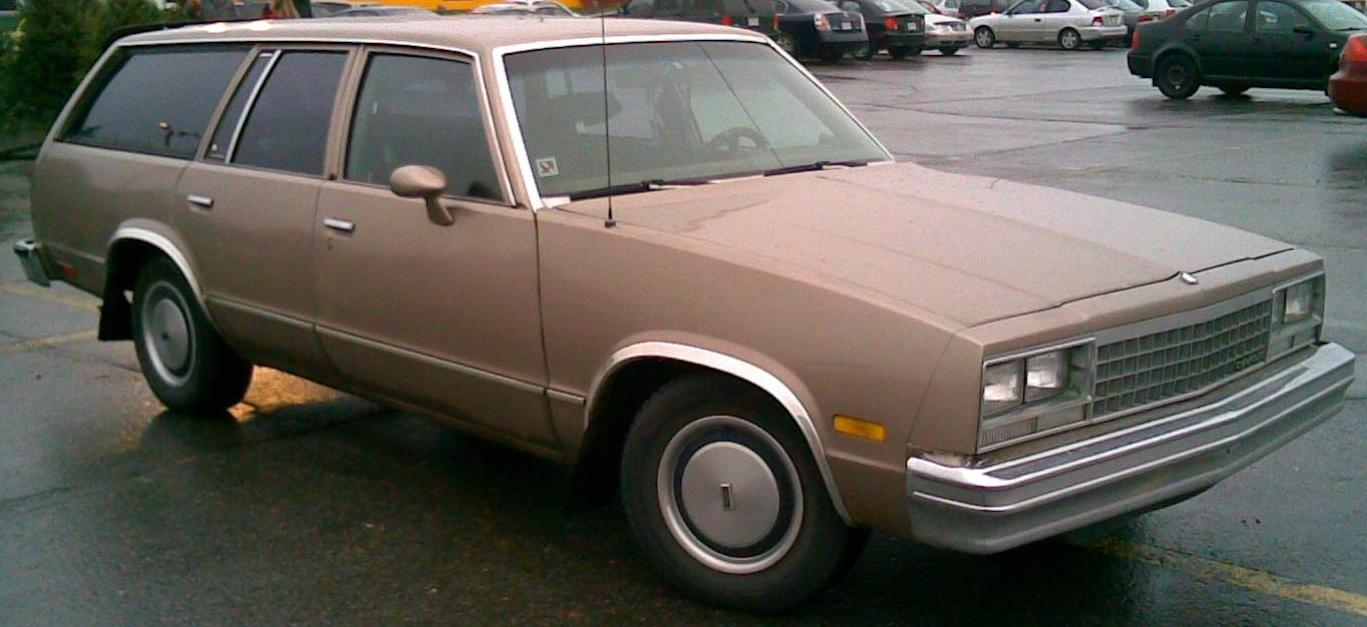
쉐보레 말리부 스테이션 왜건(후기형) 정측면
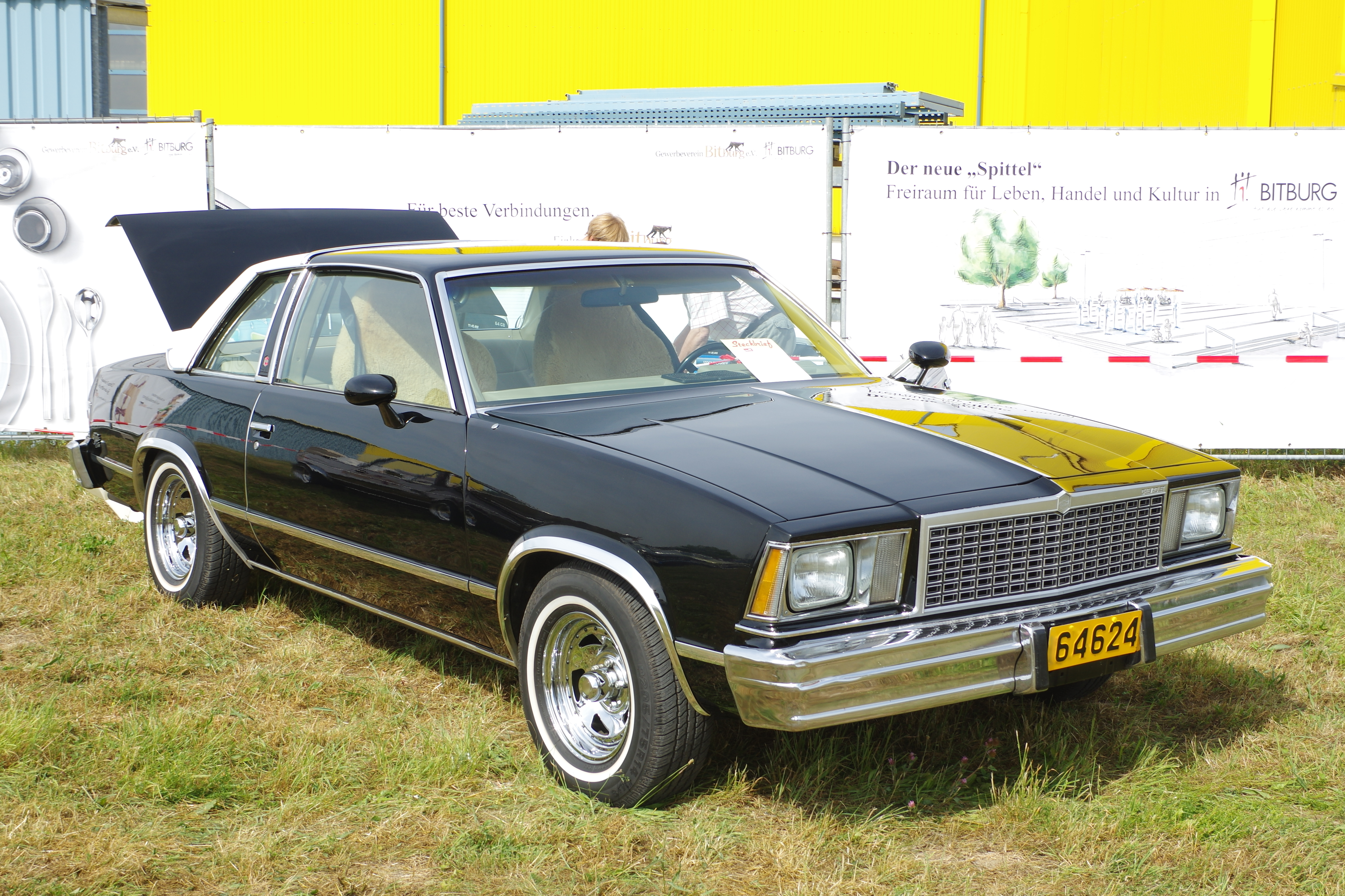
쉐보레 말리부 쿠페(전기형) 정측면

## 5세대

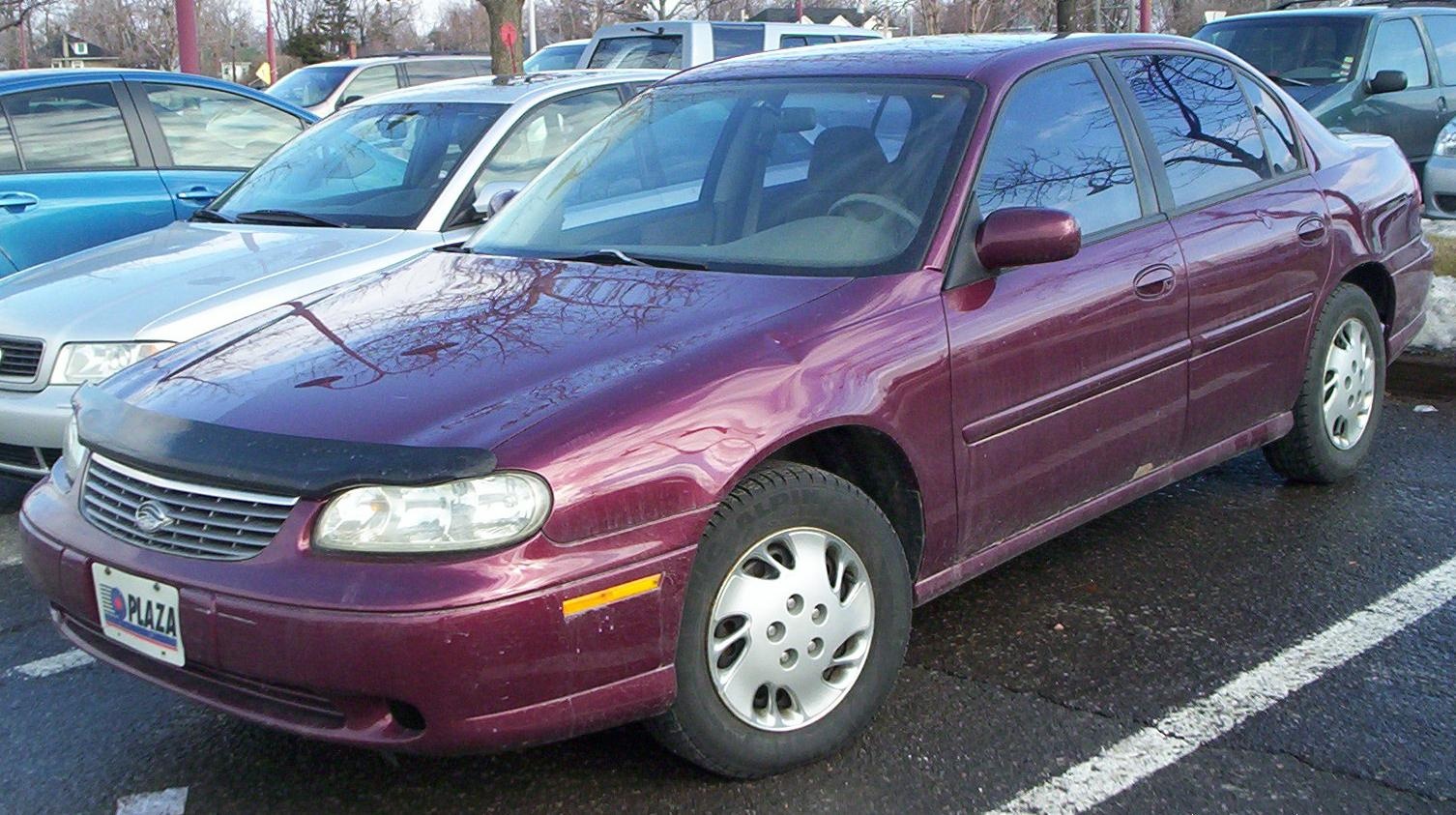
쉐보레 말리부(전기형) 정측면

1987년에 출시된 코르시카는 큰 성공을 거두지 못했고, 이를 만회하기 위해 1997년에 출시된 코르시카의 후속 차종에 말리부라는 차명을 부활시켰다. 그런 고로 4세대 말리부까지는 후륜구동 방식이었으나, 5세대 말리부부터는 전륜구동으로 바뀌었다.

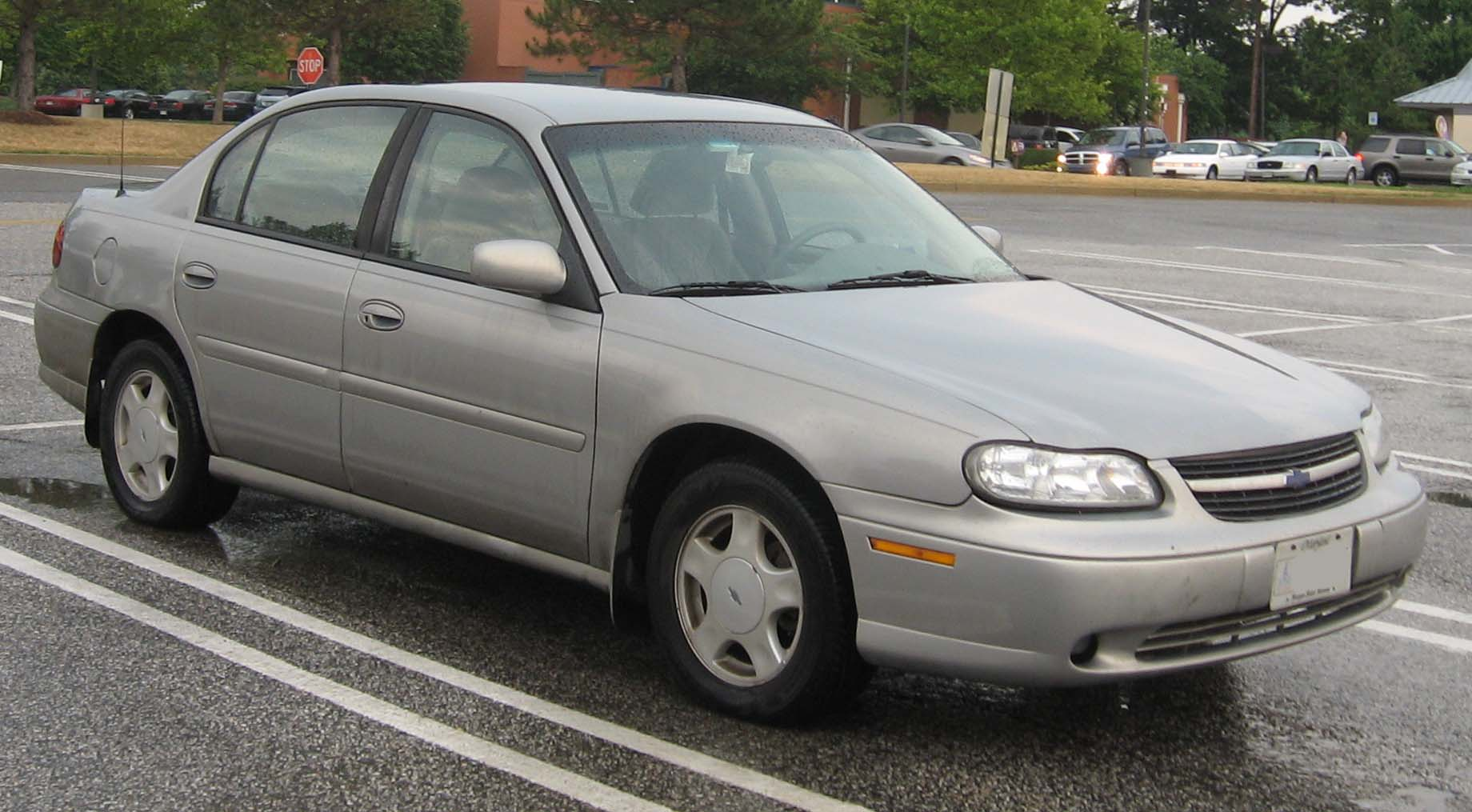
쉐보레 말리부(후기형) 정측면

## 6세대

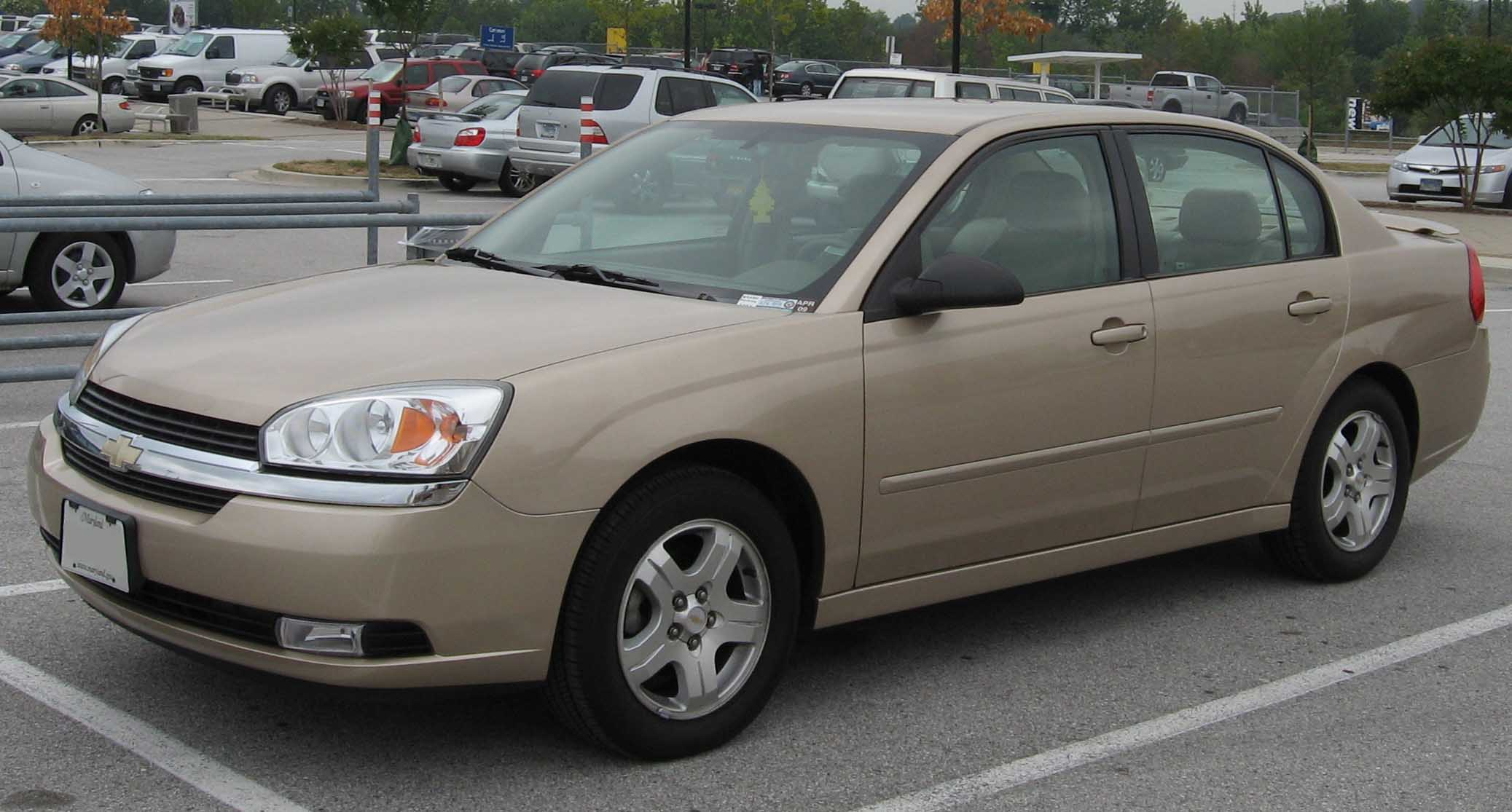
쉐보레 말리부(전기형) 정측면

아시아 자동차 업체의 강세가 이어지는 상황에서 이에 대응하기 위해 오펠 벡트라(3세대)에 적용된 GM 입실론 플랫폼을 활용해 2004년에 출시되었다. 또한 말리부 맥스로 명명된 해치백도 선보였다. 2006년에는 고성능 사양인 SS가 부활하였다.

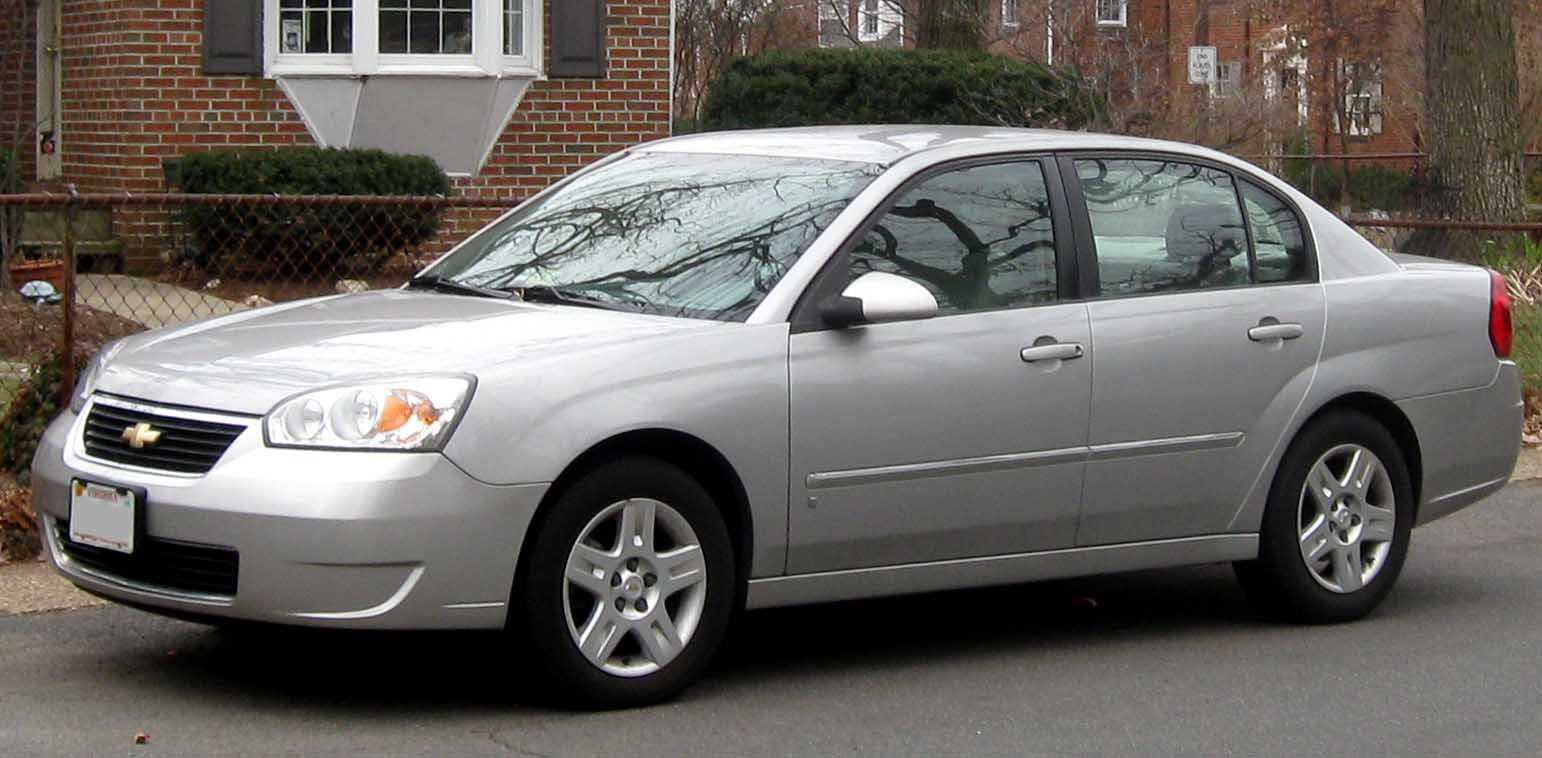
쉐보레 말리부(후기형) 정측면
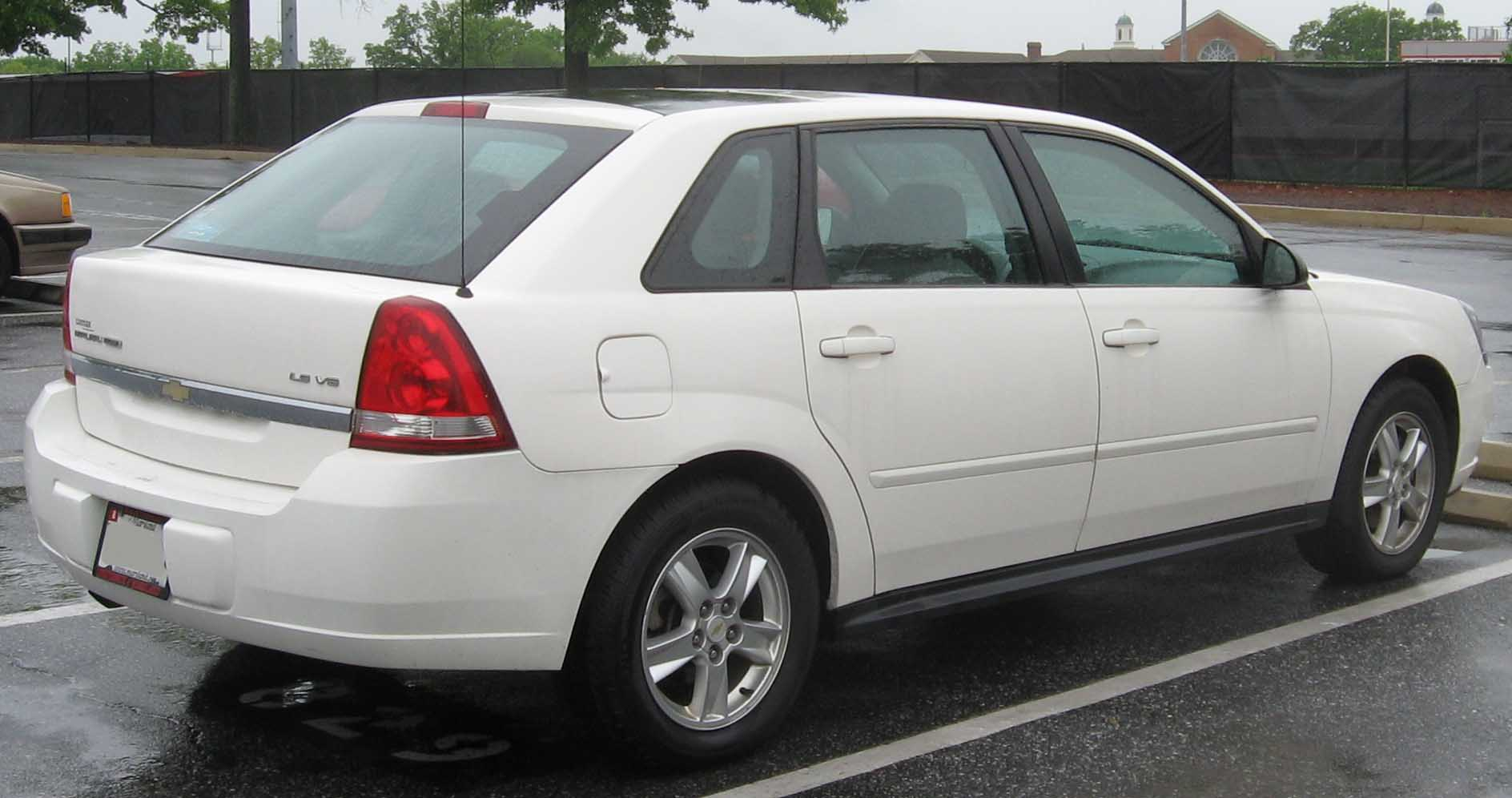
쉐보레 말리부 맥스(전기형) 후측면

## 7세대

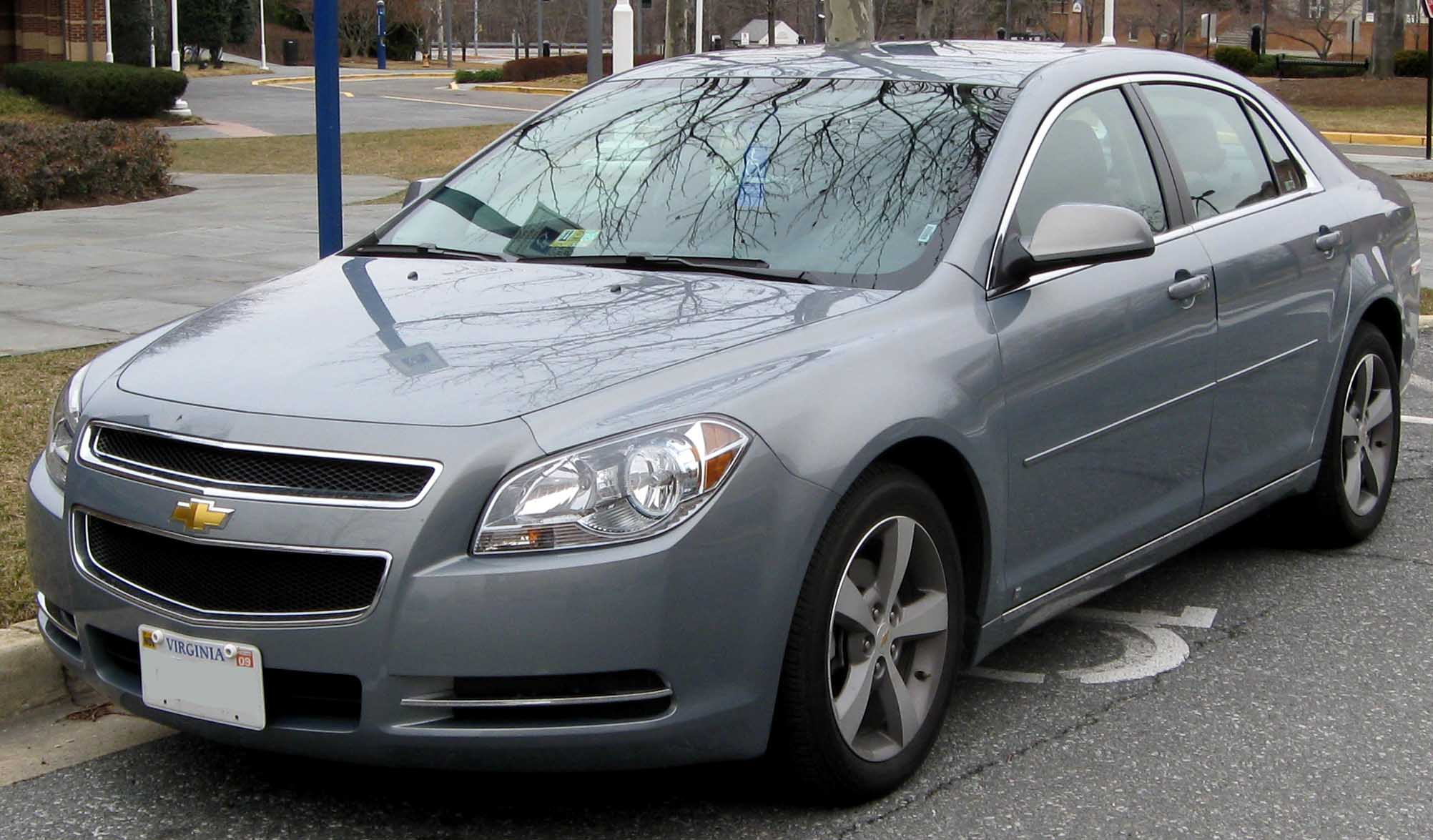
쉐보레 말리부 정측면

풍부한 편의 사양과 개선된 품질을 통해 상품성이 높아져 2008년에 북미 올해의 차로 선정되었고, 2010년에는 제너럴 모터스의 최대 판매 차종으로 자리를 잡았다.

## 8세대(V300)

### 말리부(2011년11월~2016년4월)

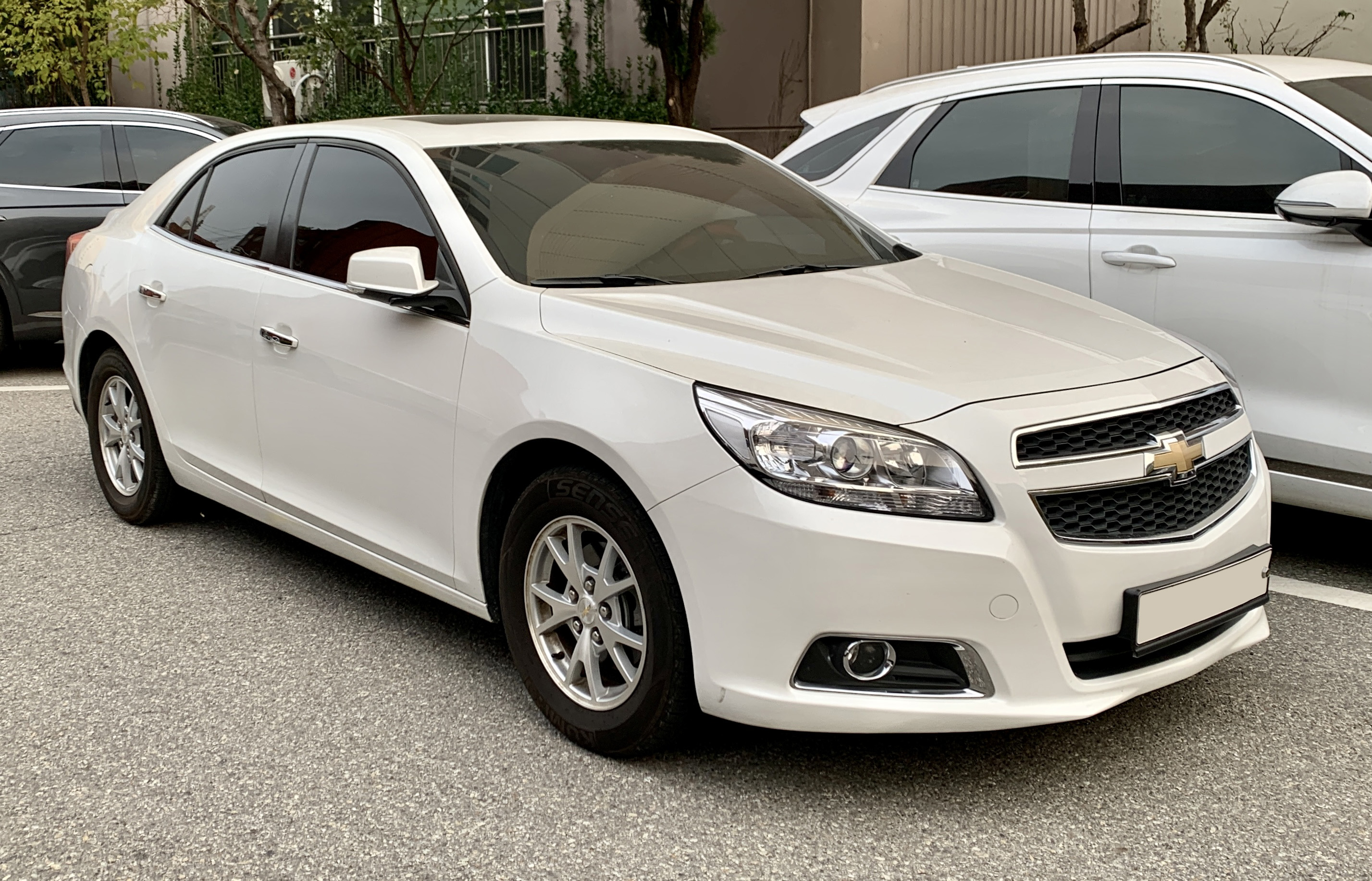
쉐보레 말리부 정측면

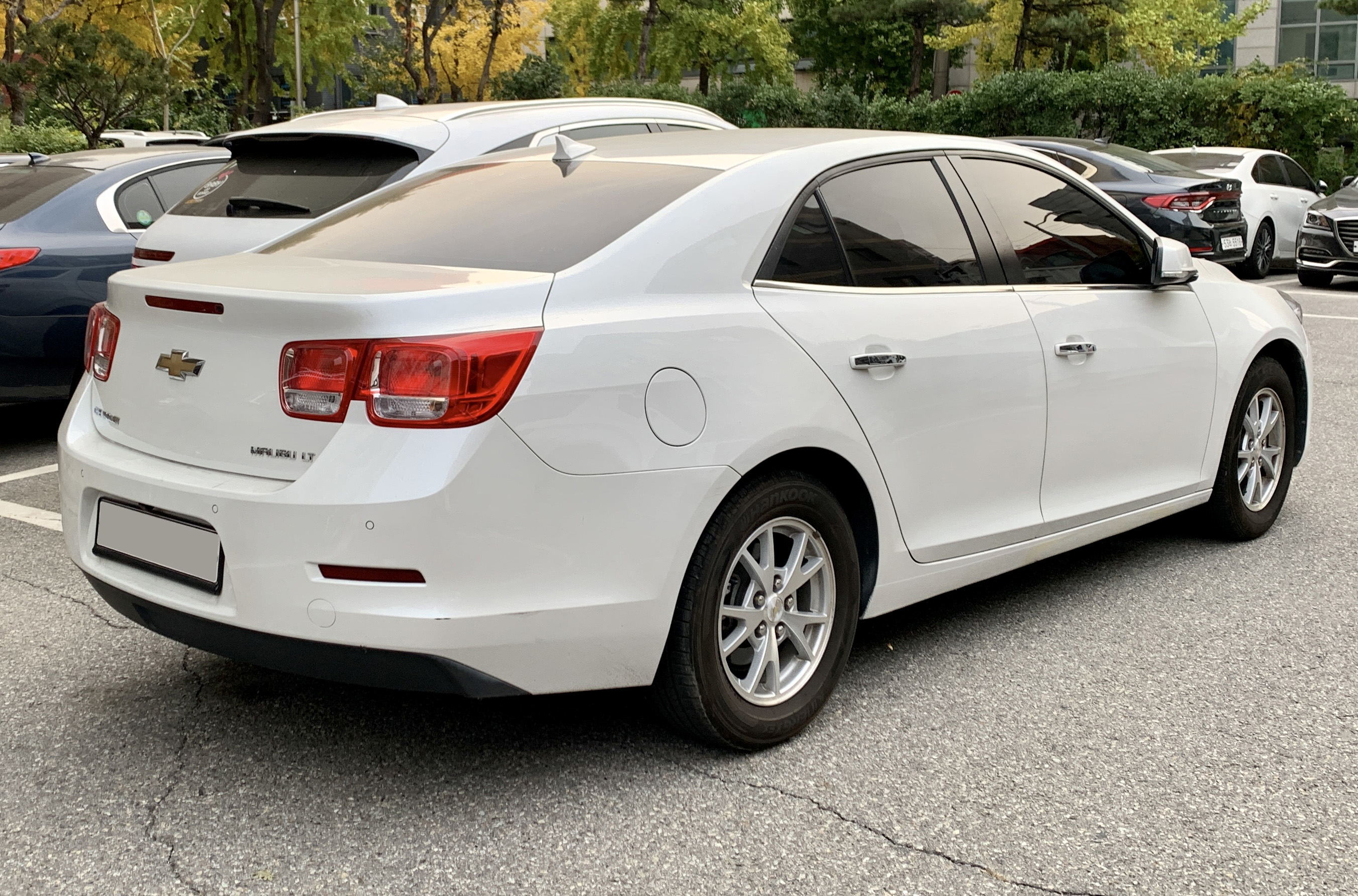
쉐보레 말리부 후측면

대한민국에서는 쉐보레가 런칭된 해인 2011년 10월 4일에 비로소 첫 선을 보였고, 같은 해 11월 10일에 정식 판매에 들어갔다. 2010년 12월 단종된 GM대우 토스카를 대체하며, 북미와는 다르게 이 모델을 1세대로 간주하고 있다. 2011년에 나온 8세대부터 미국에 한정하지 않고, 유럽과 오스트레일리아, 중국 등에도 판매된다. 뒷 모습은 5세대 카마로의 디자인 큐에서 영감을 얻었다.
대한민국에서는 2.0ℓ LPG 엔진과 2.0ℓ 가솔린 엔진, 2.4ℓ 가솔린 엔진이 적용되며, 6단 자동변속기만 조합된다. 하지만 이 6단 자동변속기 역시 올란도와 크루즈처럼 결함 문제가 대두되었고, 2012년 9월 17일에 더욱 향상된 변속 응답성으로 주행 성능을 개선한 차세대 Gen Ⅱ 6단 자동변속기가 장착된 2013년형이 출시되었다. 2.4ℓ 가솔린 엔진은 알페온의 직접분사 방식이 아닌, 일반적인 다중분사(MPI) 방식이다. 다만 2.0리터 엔진의 출력이 낮아서 논란이 크게 일었다. 2013년 11월 4일에는 사각 지대 경고 시스템, 후방 카메라 기능과 음성 인식 기능을 갖춘 마이 링크, 2열 에어 벤트 등이 더해진 2014년형이 선보였다. 2014년 1월에는 2.0ℓ LPG 엔진이 장착된 렌터카와 장애인용이 추가되었다. 한국지엠에서는 장애인용 말리부에만 2.0ℓ LPG 엔진을 장착하고, 택시는 출시하지 않기로 했다. 이를 대신하여 올란도 LPG 택시를 시장에 투입했다.
2014년 3월에는 일본 아이신의 6단 자동변속기가 조합된 오펠의 156마력 2.0ℓ 커먼레일 디젤 엔진이 더해졌으나, 유로6 규정을 만족하지 못하여 2015년 8월에 생산이 중단되었다.
북미 시장과 중국 시장에서는 2013년에 페이스리프트를 거쳤으나, 나머지 시장에서는 페이스리프트 없이 그대로 계속 판매되었다. 2015년 이후에는 대부분의 국가에서 9세대가 출시되며 단종되었으나, 중국에서는 2019년까지 판매되었다.
| 구분                 | 2.0ℓ LPG                                        | 2.0ℓ 디젤                     | 2.0ℓ 가솔린                                       | 2.4ℓ 가솔린                                     |
| -------------------- | ----------------------------------------------- | ----------------------------- | ------------------------------------------------- | ----------------------------------------------- |
| 전장 (mm)            | 4,865                                           | 4,865                         | 4,865                                             | 4,865                                           |
| 전폭 (mm)            | 1,855                                           | 1,855                         | 1,855                                             | 1,855                                           |
| 전고 (mm)            | 1,465                                           | 1,465                         | 1,465                                             | 1,465                                           |
| 축거 (mm)            | 2,737                                           | 2,737                         | 2,737                                             | 2,737                                           |
| 윤거 (전, mm)        | 1,583                                           | 1,583                         | 1,583                                             | 1,583                                           |
| 윤거 (후, mm)        | 1,585                                           | 1,585                         | 1,585                                             | 1,585                                           |
| 승차 정원            | 5명                                             | 5명                           | 5명                                               | 5명                                             |
| 변속기               | 자동 6단                                        | 자동 6단                      | 자동 6단                                          | 자동 6단                                        |
| 서스펜션 (전/후)     | 맥퍼슨 스트럿/4 링크                            | 맥퍼슨 스트럿/4 링크          | 맥퍼슨 스트럿/4 링크                              | 맥퍼슨 스트럿/4 링크                            |
| 구동 형식            | 전륜 구동                                       | 전륜 구동                     | 전륜 구동                                         | 전륜 구동                                       |
| 엔진 형식            | LBN                                             | A20DTH                        | LTD                                               | LE9                                             |
| 연료                 | LPG                                             | 디젤                          | 가솔린                                            | 가솔린                                          |
| 배기량 (cc)          | 1,998                                           | 1,956                         | 1,998                                             | 2,384                                           |
| 최고 출력 (ps/rpm)   | 137/6,000                                       | 156/3,750                     | 141/6,200                                         | 170/5,800                                       |
| 최대 토크 (kg*m/rpm) | 18.7/4,600                                      | 35.8/1,750~2,500              | 18.8/4,600                                        | 23.0/4,600                                      |
| 연료 탱크 용량 (ℓ)   | 83                                              | 73                            | 73                                                | 73                                              |
| 요소수 탱크 용량 (ℓ) | -                                               | -                             | -                                                 | -                                               |
| 공차 중량 (kg)       | 1,585                                           | 1,645                         | 1,530                                             | 1,590                                           |
| 연비 (km/ℓ)          | 8.7 (이후 도심 7.0/고속 10.7/복합 8.3으로 변경) | 도심 11.9/고속 15.7/복합 13.3 | 12.4 (이후 도심 9.8/고속 14.9/복합 11.6으로 변경) | 11.8 (이후 도심 9.2/고속 13.6/복합 10.8로 변경) |
| Co2 배출량 (g/km)    | 202 (이후 163으로 변경)                         | 149                           | 188 (이후 151으로 변경)                           | 199 (이후 164로 변경)                           |

## 9세대(V400/E2SC)

### 올 뉴 말리부(2016년4월~2018년11월)

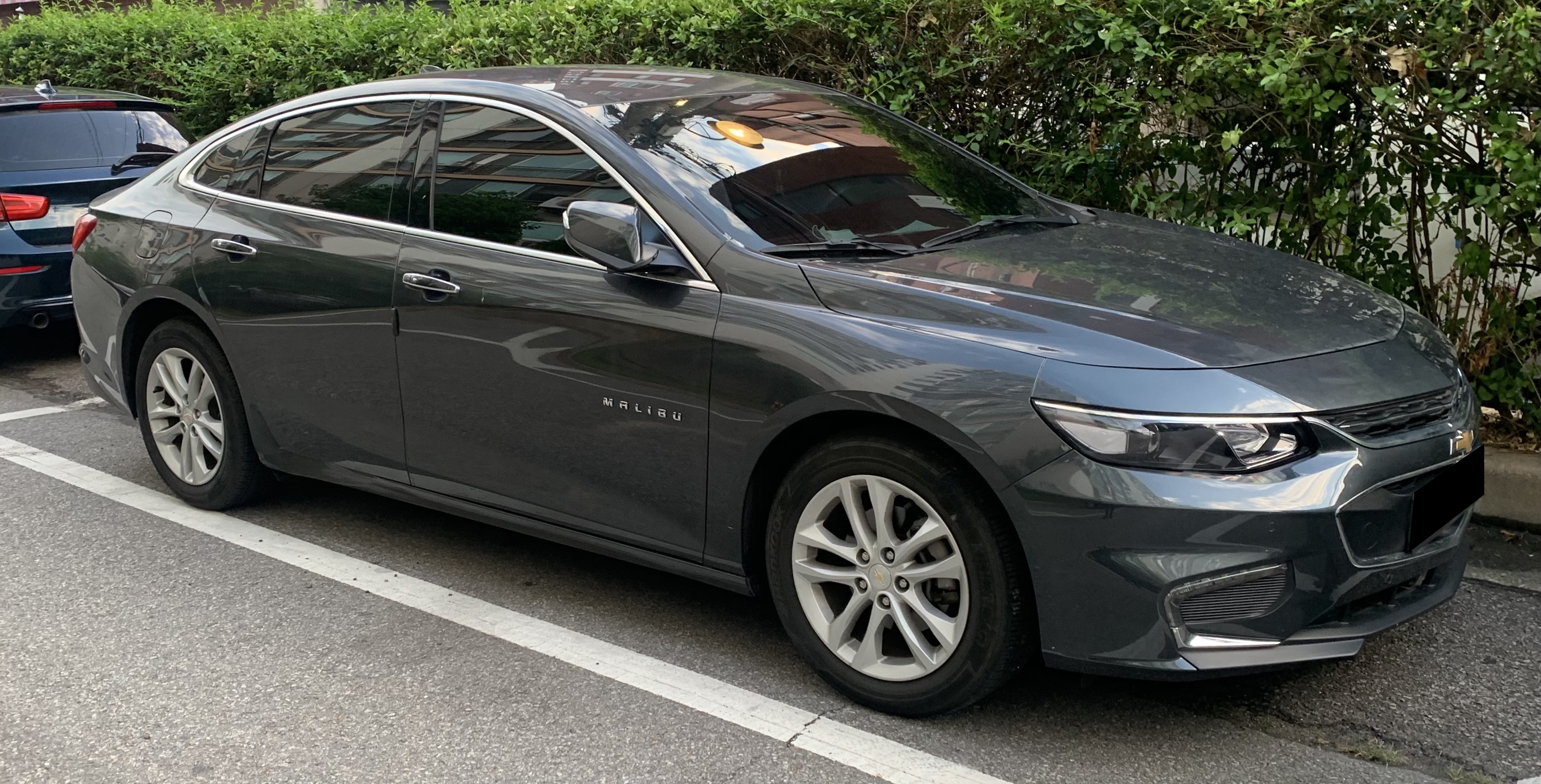
쉐보레 올 뉴 말리부 정측면

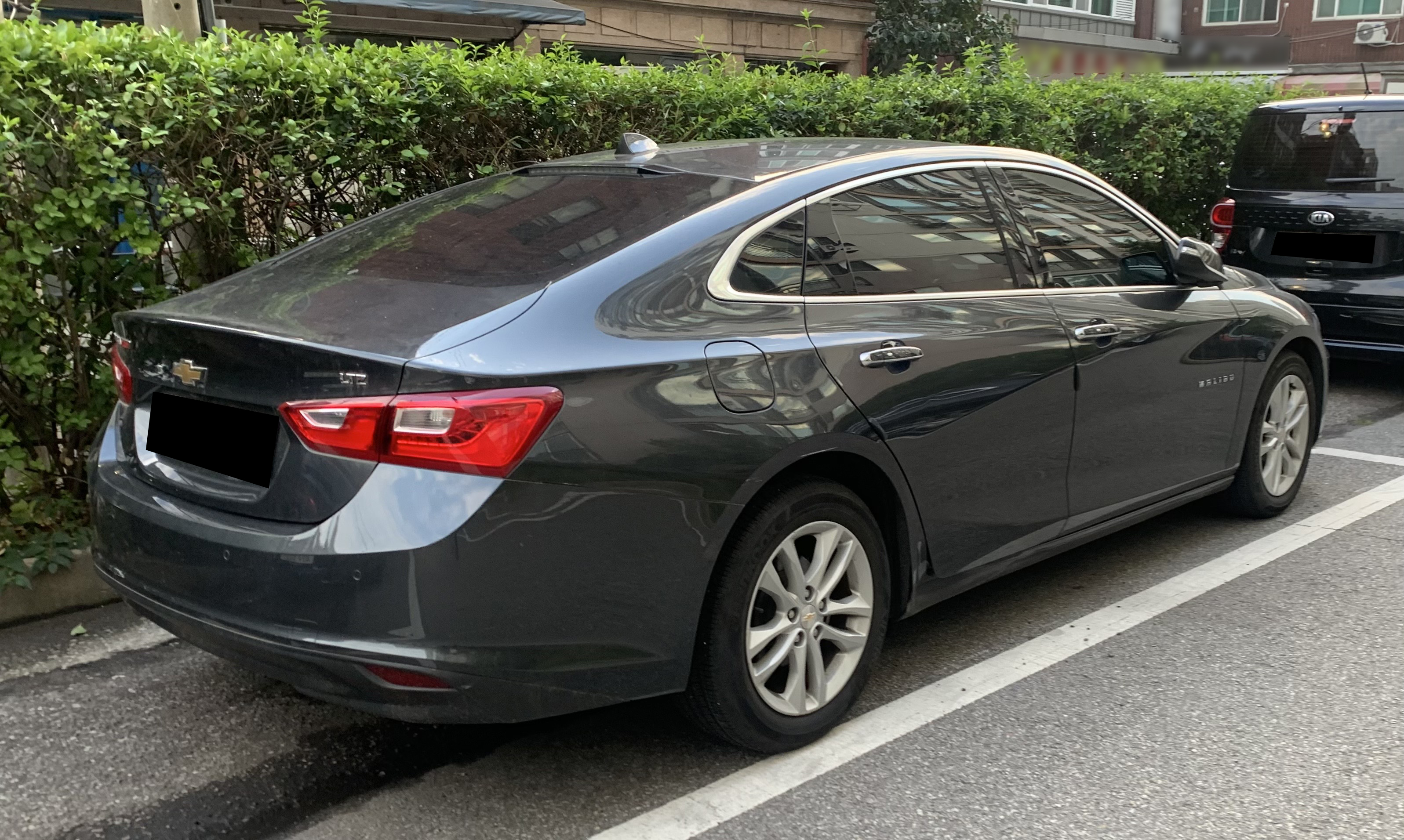
쉐보레 올 뉴 말리부 후측면

2016년 4월 27일에 고척 스카이돔에서 신차 발표회와 동시에 사전 계약이 실시되었고, 5월 23일에 출시되었다. 전장을 늘려 4,900mm를 돌파하였고, 동급 최대의 전장과 축거를 갖추었다. 이를 통하여 단점으로 지적되던 뒷좌석 무릎 공간을 넓혔다. 쉐보레의 새로운 패밀리 룩으로 자리잡은 듀얼 매쉬 그릴은 웅장한 인상을 구현하였으며, 입체적인 사이드 캐릭터 라인과 에어로 스포일러 기능을 고려하여 디자인된 트렁크 라인을 통하여 극적인 비례감을 완성시켰다. 듀얼 콕핏 인테리어를 재해석하여 인체 공학적 설계가 적용되어 조작 편의성을 높였으며, 센터스택 분리형으로 설계된 센터페시아 하단을 통하여 운전석과 동반석의 무릎 공간을 확보하였다. 센터페시아는 다운 앤 어웨이 디자인 키워드를 주제로 하여 전방 개방감을 선사한다. 8개의 에어백을 비롯하여 17개 초음파 센서와 장·단거리 레이다, 전·후방 카메라 등이 상시 사고를 예방하는 인공지능 시스템이 적용되었다. 대한민국 중형차 최초로 차선 유지 보조 시스템과 저속 및 고속 긴급 제동 시스템, 전방 보행자 감지 및 제동 시스템도 적용되었다. 다운사이징 추세에 맞추어 166마력 1.5ℓ 가솔린 싱글터보 엔진(ISG 적용)과 253마력 2.0ℓ 트윈 스크롤 가솔린 싱글터보 엔진이 적용되었으며, 2.0리터 트윈 스크롤 가솔린 싱글터보 엔진은 카마로, ATS, CTS, CT6와 공용한다. 2016년 7월에는 1.8ℓ 가솔린 하이브리드도 추가되었다. 그러나 제2종 저공해차 인증을 받지 못해서 차량 구입 보조금과 각종 세제 혜택이 불가능하다. 2.0T와 하이브리드는 엔진을 모두 미국에서 수입해서 장착했다.
| 구분                    | 1.5ℓ 가솔린 터보 (16/17인치 휠) | 1.5ℓ 가솔린 터보 (19인치 휠)  | 1.8ℓ 가솔린 하이브리드                                      | 2.0ℓ 가솔린 터보             |
| ----------------------- | ------------------------------- | ----------------------------- | ----------------------------------------------------------- | ---------------------------- |
| 전장 (mm)               | 4,925                           | 4,925                         | 4,925                                                       | 4,925                        |
| 전폭 (mm)               | 1,855                           | 1,855                         | 1,855                                                       | 1,855                        |
| 전고 (mm)               | 1,470                           | 1,470                         | 1,470                                                       | 1,470                        |
| 축거 (mm)               | 2,830                           | 2,830                         | 2,830                                                       | 2,830                        |
| 윤거 (전, mm)           | 1,594                           | 1,594                         | 1,594                                                       | 1,594                        |
| 윤거 (후, mm)           | 1,597                           | 1,597                         | 1,597                                                       | 1,597                        |
| 승차 정원               | 5명                             | 5명                           | 5명                                                         | 5명                          |
| 변속기                  | 자동 6단                        | 자동 6단                      | 자동 6단                                                    | 자동 6단                     |
| 서스펜션 (전/후)        | 맥퍼슨 스트럿/멀티 링크         | 맥퍼슨 스트럿/멀티 링크       | 맥퍼슨 스트럿/멀티 링크                                     | 맥퍼슨 스트럿/멀티 링크      |
| 구동 형식               | 전륜 구동                       | 전륜 구동                     | 전륜 구동                                                   | 전륜 구동                    |
| 엔진 형식               | LFV                             | LFV                           | LKN                                                         | LTG                          |
| 연료                    | 가솔린                          | 가솔린                        | 가솔린+전기                                                 | 가솔린                       |
| 배기량 (cc)             | 1,490                           | 1,490                         | 1,796                                                       | 1,998                        |
| 최고 출력 (ps/rpm)      | 166/5,400                       | 166/5,400                     | 124/5,000                                                   | 253/5,300                    |
| 최대 토크 (kg*m/rpm)    | 25.5/2,000~4,000                | 25.5/2,000~4,000              | 18.0/4,750                                                  | 36.0/2,000~5,000             |
| 모터 최고 출력 (kw/rpm) | —                               | —                             | 69(93.5ps)/4,000(모터 A) 78(106.1ps)/2,600(모터 B)          | —                            |
| 모터 최대 토크 (nm/rpm) | —                               | —                             | 174.4(17.8kg*m)/2,200(모터 A) 300.8(30.7kg*m)/2,200(모터 B) | —                            |
| 연료 탱크 용량 (ℓ)      | 61.7                            | 61.7                          | 49.2                                                        | 61.7                         |
| 요소수 탱크 용량 (ℓ)    | -                               | -                             | -                                                           | -                            |
| 공차 중량 (kg)          | 1,400                           | 1,420                         | 1,530                                                       | 1,470                        |
| 연비 (km/ℓ)             | 도심 11.4/고속 15.5/복합 13.0   | 도심 11.1/고속 14.7/복합 12.5 | 도심 17.3/고속 16.8/복합 17.1                               | 도심 9.4/고속 13.2/복합 10.8 |
| Co2 배출량 (g/km)       | 131                             | 136                           | 95                                                          | 160                          |

### 더 뉴 말리부(2018년11월~2022년10월/2024년11월)
2018년 6월에 미국에서 공개되어 2018년 11월 26일에 출시되었다. 디젤 모델이 추가되었다. 이후 친환경 인증을 받고 2019년 4월에 1.8 하이브리드가 출시되었으나 2019년 11월에 단종되고, 2020년 6월에는 1.6 디젤 모델이 단종되었다.
2022년 10월에 트랙스와 함께 부평2공장에서 생산이 중단됐다. 단산 이후 한국지엠은 부평2공장을 폐쇄했고, 이렇게 대우자동차 시절에 나온 승용차들은 모두 역사 속으로 사라졌고, 재고를 소진시킨 후 2023년 5월 13일에 후속 차종 없이 단종되었다. 이후 북아메리카에서는 말리부를 생산하던 공장에서 차기형 볼트의 생산 준비로 인해 2024년 11월에 단종되지만, 중국에서는 단종 발표 없이 현재도 판매되고 있다.
| 구분                    | 1.35ℓ 가솔린 터보 (16/17인치 휠) | 1.35ℓ 가솔린 터보 (19인치 휠) | 1.6ℓ 디젤 (17인치 휠)         | 1.6ℓ 디젤 (19인치 휠)         | 1.8ℓ 가솔린 하이브리드                                      | 2.0ℓ 가솔린 터보             |
| ----------------------- | -------------------------------- | ----------------------------- | ----------------------------- | ----------------------------- | ----------------------------------------------------------- | ---------------------------- |
| 전장 (mm)               | 4,925                            | 4,925                         | 4,925                         | 4,925                         | 4,925                                                       | 4,925                        |
| 전폭 (mm)               | 1,855                            | 1,855                         | 1,855                         | 1,855                         | 1,855                                                       | 1,855                        |
| 전고 (mm)               | 1,470                            | 1,470                         | 1,470                         | 1,470                         | 1,470                                                       | 1,470                        |
| 축거 (mm)               | 2,830                            | 2,830                         | 2,830                         | 2,830                         | 2,830                                                       | 2,830                        |
| 윤거 (전, mm)           | 1,594                            | 1,594                         | 1,594                         | 1,594                         | 1,594                                                       | 1,594                        |
| 윤거 (후, mm)           | 1,597                            | 1,597                         | 1,597                         | 1,597                         | 1,597                                                       | 1,597                        |
| 승차 정원               | 5명                              | 5명                           | 5명                           | 5명                           | 5명                                                         | 5명                          |
| 변속기                  | 자동 6단                         | 자동 6단                      | 자동 6단                      | 자동 6단                      | 자동 6단                                                    | 자동 6단                     |
| 서스펜션 (전/후)        | 맥퍼슨 스트럿/멀티 링크          | 맥퍼슨 스트럿/멀티 링크       | 맥퍼슨 스트럿/멀티 링크       | 맥퍼슨 스트럿/멀티 링크       | 맥퍼슨 스트럿/멀티 링크                                     | 맥퍼슨 스트럿/멀티 링크      |
| 구동 형식               | 전륜 구동                        | 전륜 구동                     | 전륜 구동                     | 전륜 구동                     | 전륜 구동                                                   | 전륜 구동                    |
| 엔진 형식               | L3T                              | L3T                           | LVL                           | LVL                           | LKN                                                         | LTG                          |
| 연료                    | 가솔린                           | 가솔린                        | 디젤                          | 디젤                          | 가솔린+전기                                                 | 가솔린                       |
| 배기량 (cc)             | 1,341                            | 1,341                         | 1,598                         | 1,598                         | 1,796                                                       | 1,998                        |
| 최고 출력 (ps/rpm)      | 156/5,600                        | 156/5,600                     | 136/3,500~4,000               | 136/3,500~4,000               | 124/5,000                                                   | 253/5,300                    |
| 최대 토크 (kg*m/rpm)    | 24.1/1,500~4,000                 | 24.1/1,500~4,000              | 32.6/2,000~2,250              | 32.6/2,000~2,250              | 18.0/4,750                                                  | 36.0/2,000~5,000             |
| 모터 최고 출력 (kw/rpm) | —                                | —                             | —                             | —                             | 69(93.5ps)/4,000(모터 A) 78(106.1ps)/2,600(모터 B)          | —                            |
| 모터 최대 토크 (nm/rpm) | —                                | —                             | —                             | —                             | 174.4(17.8kg*m)/2,200(모터 A) 300.8(30.7kg*m)/2,200(모터 B) | —                            |
| 연료 탱크 용량 (ℓ)      | 61.7                             | 61.7                          | 54.9                          | 54.9                          | 49.2                                                        | 61.7                         |
| 요소수 탱크 용량 (ℓ)    | -                                | -                             | 16.5                          | 16.5                          | -                                                           | -                            |
| 공차 중량 (kg)          | 1,400                            | 1,415                         | 1,470                         | 1,475                         | 1,530                                                       | 1,470                        |
| 연비 (km/ℓ)             | 도심 12.8/고속 16.2/복합 14.2    | 도심 12.2/고속 14.9/복합 13.3 | 도심 13.7/고속 17.7/복합 15.3 | 도심 13.1/고속 16.6/복합 14.5 | 도심 17.3/고속 16.8/복합 17.1                               | 도심 9.4/고속 13.2/복합 10.8 |
| Co2 배출량 (g/km)       | 118                              | 126                           | 123                           | 130                           | 95                                                          | 160                          |

## 미디어 속의 말리부

#### 드라마(대한민국)
- 넝쿨째 굴러온 당신에서는 차윤희(김남주 분)와 방귀남(유준상 분)의 차량으로 8세대 말리부(V300) 2.4 LTZ(스모키 에어 그레이) 모델이 등장한다.
- 피고인에서는 김석(오승훈 분)의 차량으로 9세대 올 뉴 말리부(V400) 2.0 터보 LTZ 프리미엄(블루 아이즈) 이 등장한다.
- 여자의 비밀에서는 채서린(김윤서 분)의 차량으로 9세대 전기형 모델이 등장한다.
- 돼지의 왕에서는 강진아 형사(채정안 분)의 차량으로 9세대 후기형이 등장한다.
- 어비스에서는 안효섭의 차량으로 9세대 후기형이 등장한다.
- 쌈, 마이웨이에서는 박무빈(최우식 분)의 차량으로 9세대 초기형이 등장한다.
- 이름 없는 여자에서는 구해주(최윤소 분)와 구도치(박윤재 분)를 차량으로 9세대 모델이 등장한다.
- 우리들의 블루스에서 차승원의 차량으로 9세대 최후기형이 등장한다.
- 하이바이, 마마!에서 이규형의 차량으로 8세대 모델이 등장한다.
- 나의 아저씨에서 이지아의 차량으로 9세대 후기형이 등장한다.
- 참 좋은 시절에서 이서진의 차량으로 8세대 LTZ 모델이 등장한다.
- 괴물에서도 허성태와 길해연의 차량으로 9세대 후기형이 등장한다.

#### 영화(미국)
- 트랜스포머 4에서는 8세대가 등장한다.
- 더 이퀄라이저 2에서는 주인공 (덴젤 워싱턴)의 차량으로 9세대 말리부가 등장한다.

### 뮤직비디오(대한민국)
- 김진표의 미안해서 미안해 뮤직비디오에서 8세대 모델이 등장한다.